# Carlos Paiva Gonçalves Filho
Carlos Paiva Gonçalves Filho (Rio de Janeiro, 25 de maio de 1929 – 2 de janeiro de 2021) foi um médico brasileiro.
Foi eleito membro da Academia Nacional de Medicina em 1979, ocupando a Cadeira 72.